# Robert Bolt
Robert Oxton Bolt, född 15 augusti 1924 i Sale utanför Manchester, död 20 februari 1995 i Petersfield, Hampshire, var en brittisk författare som skrev dramatik och filmmanus.
Han är främst känd för En man för alla tider, som blev prisbelönt både som pjäs och som film. Han gifte sig två gånger med skådespelerskan Sarah Miles. Han drabbades av en hjärtinfarkt och en stroke som gjorde honom förlamad 1979. Han avled 70 år gammal i Petersfield i Hampshire, efter en lång tids sjukdom.

## Filmografi, i urval (manus)
- 1962 – Lawrence av Arabien
- 1965 – Doktor Zjivago
- 1966 – En man för alla tider
- 1970 – Ryans dotter
- 1984 – Myteriet på Bounty
- 1986 – The Mission